# Campodorus convexus
Campodorus convexus är en stekelart som först beskrevs av Davis 1897.  Campodorus convexus ingår i släktet Campodorus och familjen brokparasitsteklar. Inga underarter finns listade.